# Maudeline Moryl
Maudeline Moryl (* 24. Januar 2003 in Cap-Haïtien) ist eine haitianische Fußballspielerin.

## Karriere

### Klub
Im Februar 2023 wechselte sie aus ihrer Heimat von Exafoot nach Frankreich, wo sie nun beim Zweitligisten Grenoble Foot 38 spielt.

### Nationalmannschaft
Mit der U-20 schaffte sie es bei der CONCACAF-Meisterschaft 2020 bis ins Halbfinale. Bei der Ausgabe im Jahr 2022 reichte es dann noch einmal bis zum Viertelfinale.
Sie war bereits mit der A-Mannschaft in der Olympiaqualifikation aktiv. Ihren ersten Einsatz außerhalb dessen erhielt sie dann am 8. Juli 2022 bei einem 3:0-Sieg über Mexiko. Hier wurde sie zur 83. Minute für Melchie Dumornay eingewechselt. Im Februar 2023 war sie dann auch Teil der Mannschaft bei den Playoffs um die Qualifikation zur Weltmeisterschaft 2023 und hatte kam auch zur 69. Minute im Finale über Chile zum Einsatz. Durch dessen Sieg, sich die Mannschaft erstmals für dieses Turnier qualifizieren konnte.